# Gorenje pri Zrečah
Gorenje pri Zrečah je naselje v Občini Zreče.

## Ime
Do leta 1955 se je naselje imenovalo Sveta Kunigunda. V Gorenje pri Zrečah je bilo preimenovano na osnovi "Zakona o imenovanju naselij in označevanju trgov, ulic in zgradb" iz leta 1948. Tako kot preimenovanje mnogih drugih krajev po Sloveniji v povojnem času je bilo tudi preimenovanje Svete Kunigunde del obsežne kampanje oblasti, da se iz toponimov slovenskih krajev odstranijo vsi religiozni elementi. Med okoliškimi domačini iz Pohorja se je kljub temu še do danes ohranilo staro poimenovanje kraja v njegovi narečni obliki. 